# Амалия (паровой фрегат)
Амалия (греч. Αμαλία) — парусно-паровой фрегат, флагманский корабль флота Греческого королевства с 1861 года. Оставил свой след в политической истории Греции.

## Корабль
Корабль был построен на верфи Pitchel в Англии в период 1859—1861 годов.
Корпус деревянный. Имея водоизмещение в 1680 тонн, «Амалия» стал самым большим кораблём греческого флота того периода. Корабль получил имя королевы Амалии.
Был принят в Англии капитаном Л. Паласкасом и прибыл в Грецию 23 октября 1861 года. Для его вооружения были использованы пушки корвета «Максимилиан».

## Навплийская революция
Сразу по прибытии в Грецию и в ходе антимонархической революции против баварца короля Оттона, корабль принял участие в блокаде Навплиона, и в подавлении Навплийской революции, а затем революционеров на острове Китнос.

## Китнос
Лейтенант Леотсакос, Николаос прибыл на Сирос в декабре 1861 года и возглавил гарнизон острова. Здесь он познакомился с лейтенантом артиллерии П. Морайтинисом, таким же антимонархистом, как и он сам. После подавления восстания в Нафплионе, Леотсакос и Морайтинис решили поднять восстание на Сиросе. 27 февраля гарнизон острова выступил под красным флагом революции, приветствуемый населением. Были выпущены на свободу политические заключённые и вооружены граждане. Революционный комитет возглавил мэр острова.
Захватив в порту острова пароходы «Оттон» и «Картериа», революционеры отправились на близлежащий остров Тинос. Встретив сопротивление на Тиносе, революционеры на «Картериа» отправились на остров Китнос, освобождать арестованных 1 февраля в Афинах полицией и сосланных на Китнос. При выходе из Китноса «Картериа», с революционерами и освобождёнными на борту, встретилась с фрегатом «Амалия», с ротой правительственных войск на борту. «Картериа» вернулась в гавань. На берегу вокруг Леотсакоса, Морайтиниса и освобождённого 19-летнего младшего лейтенанта Скарвелиса осталось только 18-20 человек. Леотсакос и его соратники отказались сдаваться. В последовавшем бою Леотсакос, Морайтинис и Скарвелис погибли.
Героическая смерть трёх офицеров и надругательство карательного отряда над телами погибших сделало их мучениками антимонархистской борьбы и ускорило низложение короля Оттона. Тройной портрет мучеников разошёлся тысячами по стране и вывешивался в домах даже рядом с иконами. После низложения Оттона жители Сироса переименовали площадь Оттона в площадь Леотсакоса.

## Низложение Оттона
В октябре 1862 года, года когда началась революция низложившая Оттона и Амалию, королевская чета находилась на борту «'Амалии». Капитан корабля Леонидас Паласкас, принявший «Амалию» в Англии, последовал за королём в изгнание. После низложения Оттона корабль был переименован в «Эллада».

## Под именем «Эллада»
10 октября 1863 года, на борту «Эллады» прибыл в Пирей новый король Греции Георг.
На борту «Эллады», в порту Катаколоне в Элиде было передано королю Греции, последним британским губернатором Сторком, знамя воссоединяемых с Грецией Ионических островов. 25 мая 1864 года «Эллада» ошвартовалась на острове Керкира, для участия в праздновании воссоединения островов.
В ноябре 1867 года из Бриндизи Италия, на борту «Эллады», прибыла в Грецию будущая королева Ольга.
В 1869 году было принято решение произвести модернизацию и ремонт корабля в Триесте. Однако в силу высокой стоимости, модернизация и ремонт не были произведены и «Элладу» привёл на буксире из Триеста на остров Порос пароход «Крит».
Впоследствии ремонт корабля производился в 1878 и в 1884—1885 годах.
В период 1892—1905 годов корабль использовался как мичманская школа.
Корабль был выведен из состава флота в 1906 году.

## Предшественники
- Амалия (парусный корвет) греческой постройки. Вошёл в состав флота в 1836 году.
- Эллада (фрегат). В составе флота с 1826 года